# Người Thượng vì Công lý
Người Thượng vì Công lý (tiếng Anh: Montagnards Stand for Justice - MSFJ) là một tổ chức hoạt động nhân quyền, được thành lập tại Thái Lan năm 2019 và hoạt động tại Mỹ từ năm 2023 với mục đích bảo vệ các quyền cơ bản của người Thượng ở Tây Nguyên. Nhiều thành viên của tổ chức này hiện tại đang bị chính quyền Việt Nam truy tố và giam giữ với cáo buộc liên quan đến đến vụ nổ súng vào trụ sở công an xã ở Tây nguyên năm 2023 mặc dù lãnh đạo tổ chức này đã phủ nhận các cáo buộc như vậy.

## Lịch sử
Tháng 7 năm 2019, Y Quynh Bđăp cùng với Y Phic Hdok, Y Pher Hdrue, Y Aron Êban và một số người khác sáng lập Người Thượng vì Công lý tại Thái Lan và hoạt động tại Mỹ từ tháng 4 năm 2023. Tổ chức này bị chính quyền Việt Nam cho là tổ chức ngoại vi của Uỷ ban cứu trợ Người vượt biển.
Ngày 6 tháng 3 năm 2024, Bộ Công an Việt Nam chính thức quy cho tổ chức Người Thượng vì Công lý là tổ chức khủng bố, cáo buộc tổ chức này liên quan đến vụ nổ súng vào trụ sở công an ở hai xã Ea Tiêu và Ea Ktur, huyện Cư Kuin, tỉnh Đắk Lắk hồi tháng 6 tháng 2023 khiến 9 người tử vong.
Tuy nhiên theo ông Y Phic Hdok, người đồng sáng lập tổ chức Người Thượng vì Công lý, nói rằng tổ chức thường viết báo cáo về vi phạm nhân quyền đối với người dân tộc thiểu số ở khu vực Tây Nguyên và gửi cho Liên Hiệp Quốc. Ông Y Phic Hdok bác bỏ cáo buộc khủng bố và khẳng định nhóm của ông chỉ hoạt động một cách ôn hòa.